# Nowa Dęba (gemeente)

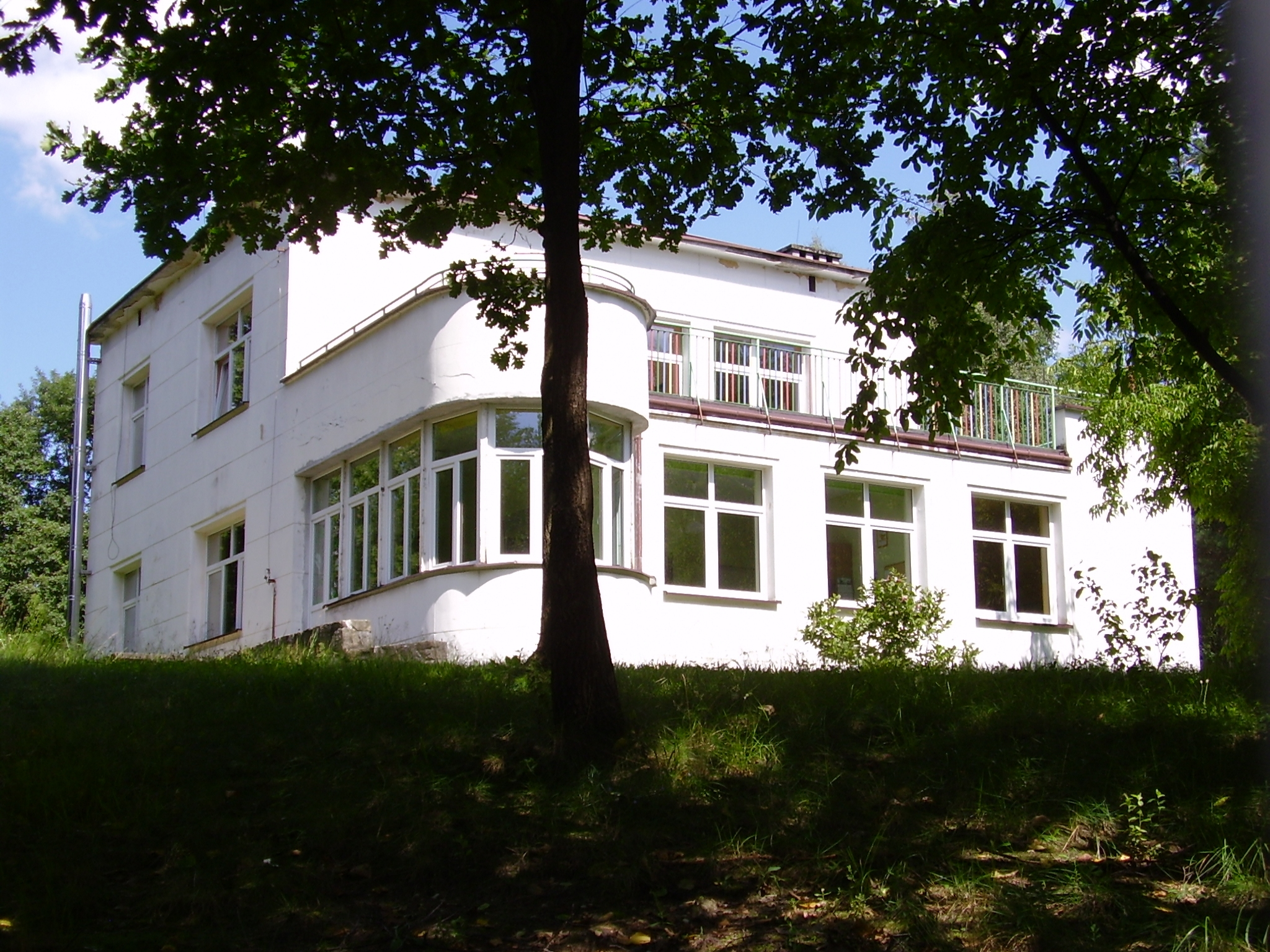
School in Nowa Dęba

De gemeente Nowa Dęba is een stad- en landgemeente in het Poolse woiwodschap Subkarpaten, in powiat Tarnobrzeski.
De zetel van de gemeente is in Nowa Dęba.
Op 30 juni 2005, telde de gemeente 19 189 inwoners.

## Oppervlakte gegevens
In 2002 bedroeg de totale oppervlakte van gemeente Nowa Dęba 142,52 km², waarvan:
- agrarisch gebied: 35%
- bossen: 46%

De gemeente beslaat 27,41% van de totale oppervlakte van de powiat.

## Demografie
Stand op 30 juni 2004:
| Omschrijving                   | Totaal | Totaal | Vrouwen | Vrouwen | Mannen | Mannen |
| ------------------------------ | ------ | ------ | ------- | ------- | ------ | ------ |
| eenheid                        | aantal | %      | aantal  | %       | aantal | %      |
| inwoners                       | 18 451 | 100    | 9468    | 51,3    | 8983   | 48,7   |
| bevolkingsdichtheid (inw./km²) | 129,5  | 129,5  | 66,4    | 66,4    | 63     | 63     |

In 2002 bedroeg het gemiddelde inkomen per inwoner 1309,19 zł.

## Administratieve plaatsen (sołectwo)
Alfredówka, Chmielów, Cygany, Jadachy, Rozalin, Tarnówska Wola.

## Aangrenzende gemeenten
Baranów Sandomierski, Bojanów, Grębów, Majdan Królewski, Tarnobrzeg